# Söll (Tramin)

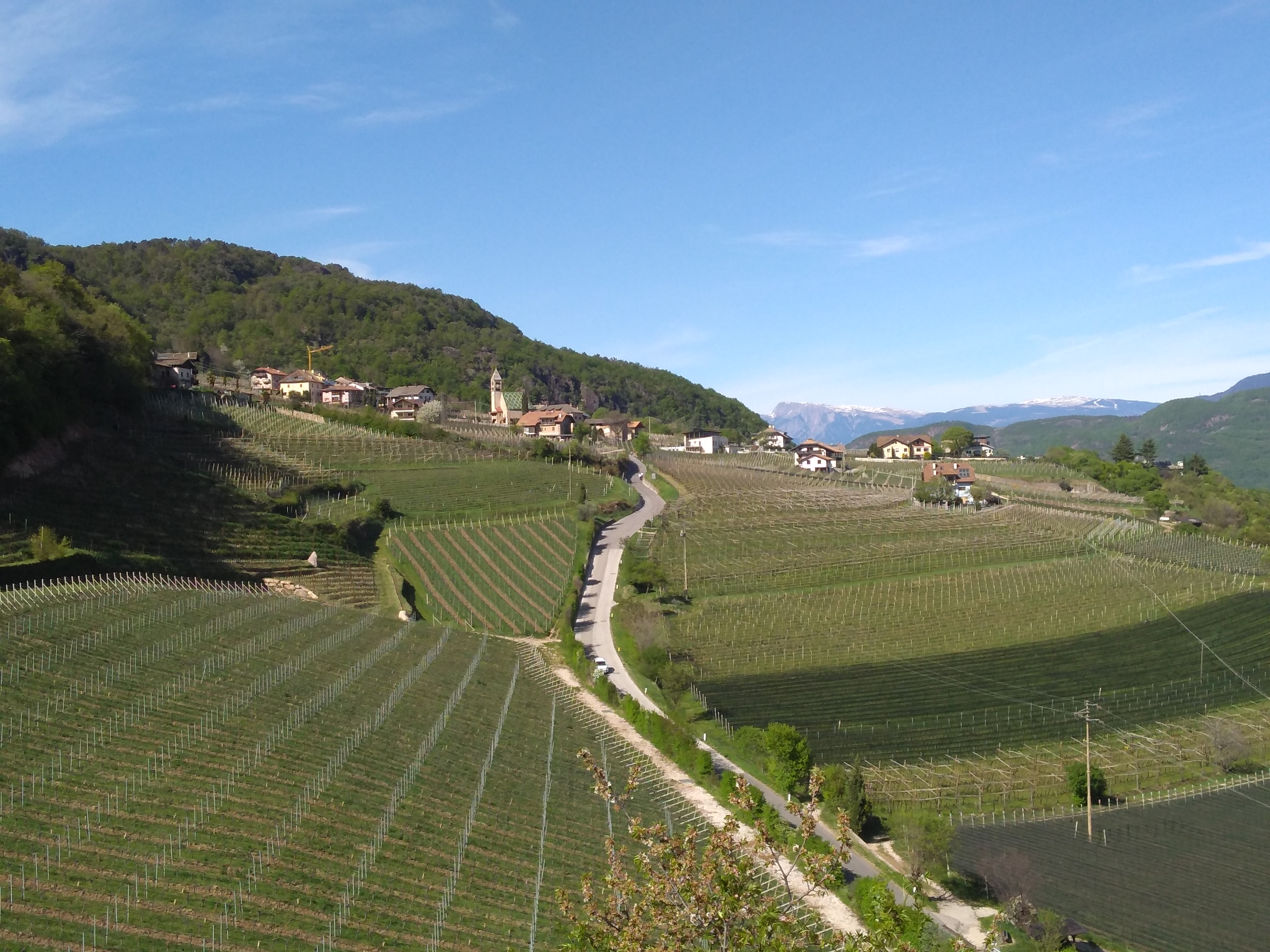
Blick auf Söll von Süden

Söll (italienisch Sella) ist eine Ortschaft in Südtirol und eine Fraktion der Gemeinde Tramin. Der kleine Ortskern liegt auf rund 450 m Höhe auf einer Hangterrasse auf der orographisch rechten, westlichen Seite erhöht über dem Etschtal im Südtiroler Unterland. Über die von Weinbau geprägten umliegenden Hänge, die zum Mendelkamm hin ansteigen, sind Gehöfte in Höhenlagen von 400–750 m verstreut. Für den Kraftverkehr ist Söll von Süden über eine vom Gemeindehauptort Tramin heraufkommende Gemeindestraße erschlossen sowie eine kleine Bergstraße, die die Ortschaft mit dem nördlich anschließenden Plateau von Altenburg verbindet.
Die Ersterwähnung Sölls findet sich im mittelalterlichen Vigiliusbrief in den Formen Sczelo, Zello und Scello. Gerichtlich gehörte Söll in Spätmittelalter und Früher Neuzeit zum Sprengel Kurtatsch, wie eine urkundliche Nennung auff Sól in Curtatscher gericht aus dem Jahr 1500 belegt. Die St.-Mauritius-Kirche in der Ortschaft geht im Kern auf die Romanik zurück (Hauptschiff und Turm), wurde um 1400 und um 1470/73 erweitert und ist im Inneren mit gotischen Fresken (Reiterschlacht mit dem hl. Mauritius) geschmückt. Auch administrativ rechnete Söll lange zur Gemeinde Kurtatsch, ehe es 1913 nach Tramin eingegliedert wurde.